# Galtonia biaława
Galtonia biaława, galtonia błyszcząca (Ornithogalum candicans (Baker) J.C.Manning & Goldblatt) – gatunek rośliny z rodziny szparagowatych (Asparagaceae). Pochodzi z Afryki Południowej.

## Morfologia
Jest to bylina cebulkowa dorastająca do 100 cm wysokości. Posiada liście odziomkowe, równowąskie. Kwiaty białe, zebrane w grono po 30–40 sztuk w szczytowej części łodygi. Owocem jest torebka.

## Zastosowanie
Roślina ozdobna uprawiana w ogrodach.